# Смертин, Павел Александрович
Смертин Павел Александрович (28 апреля 1969, Киров) — российский фотограф.

## Биография
Родился 28 апреля в 1969 году в Кирове. Учился в школе № 14 города Кирова. После армии устроился работать фотокорреспондентом в областной газете «Вятский край» (1994—1998).
С 1998 по 2007 год работал фотографом в ИД «Коммерсантъ».
Пять лет в журнале «Норильский Никель».
Два года был старшим фотокорреспондентом ИТАР-ТАСС.
Несколько лет сотрудничал с изданием «Русский Репортер», с журналом «Нескучный сад», изданием «Авторевю», сотрудничал с журналом «Фома».
Ученик Александра Лапина.

## Участие в выставках и проектах
- 2009 — Выставка «Школа Лапина» в ЦСИ «Винзавод» Москва
- 2010 — Пиньяо (Китай, 2010).
- 2011 — Fotoviza в Краснодаре
- 2012 — Оптимальная проекция. Загреб. (Хорватия, 2012)
- 2012 — Персональная выставка в Музее истории фотографии в Санкт-Петербурге.
- 2012 — Участник экспозиции на фестивале Foto Fest в Хьюстоне, США.
- 2013 — Персональная выставка в культурном центре «Покровские ворота» в Москве.
- 2014 — Совместная выставка с Алексеем Мякишевым в Тулоне (Франция, 2014).
- 2015 — Персональная выставка «Ультрасвет» в выставочном зале кировского худ.музея им. Васнецовых (Вятка, 2015)
- 2017 — Участник экспозиции «Милосердие в России» Ватикан, Италия
- 2018 — Персональная выставка в галерее Inner Voice[1], Санкт-Петербург, Россия

## Награды
- 2012 Серия «Ирина». 3-е место в номинации «Социальные меньшинства», категория «Серия»